# 名古屋市営バス鳴尾営業所
名古屋市営バス鳴尾営業所（なごやしえいバスなるおえいぎょうしょ）は、愛知県名古屋市南区上浜町にある名古屋市営バスの営業所。
最寄のバス停留所は鳴尾車庫であり、基幹バス東郊線（基幹1号系統）他、名古屋市南区・熱田区・緑区南西部の路線を中心に受け持っている。名古屋市営バスで唯一、天然ガススタンドを設置していた営業所である。

## 沿革
- 1966年（昭和41年）8月1日 : 熱田自動車運輸事務所の鳴尾分所として開設[1]。
- 1971年（昭和46年）7月1日 : 鳴尾自動車運輸事務所として独立[1]。
- 1982年（昭和57年）12月1日 : 鳴尾営業所に改称[2]。

## 主担当路線

### 基幹1号系統
|    | 起点 | 主な経由地 | 主な経由地 | 主な経由地 | 主な経由地 | 主な経由地 | 主な経由地 | 主な経由地 | 終点     |
| -- | ---- | ---------- | ---------- | ---------- | ---------- | ---------- | ---------- | ---------- | -------- |
| 本 | 栄   | 丸田町     | 鶴舞公園   | 高辻       | 名鉄堀田   | 地下鉄堀田 | 南区役所   | 星崎       | 鳴尾車庫 |
| 折 | 栄   | 丸田町     | 鶴舞公園   | 高辻       | 名鉄堀田   | 地下鉄堀田 | 南区役所   | ---        | 星崎     |
| 支 | 栄   | 丸田町     | 鶴舞公園   | 高辻       | 名鉄堀田   | 地下鉄堀田 | ---        | ---        | 笠寺駅   |

概要
当系統は、栄と南区とを、空港線（名古屋市道堀田高岳線）を経由して結ぶ基幹バス路線である。〔基幹2〕と同じように一部区間でバスレーンを走るが、バスレーンの位置は道路の端となっている。
なお、〔基幹1〕は市電30号系統（名古屋駅 - 笹島町 - 水主町 - 上前津 - 鶴舞公園 - 高辻 - 堀田駅）、34号系統（黒川 - 清水口 - 東片端 - 東新町 - 鶴舞公園 -高辻）、82号系統（上飯田 - 大曽根 - 赤塚 - 清水口 - 東片端 - 東新町 - 鶴舞公園 - 高辻 - 堀田駅）の廃止路線の沿線区間を一部走っている。
鶴舞公園 - 笠寺駅はJR中央線・東海道線（鶴舞 - 金山 - 笠寺）と競合している。所要時間は、JR線は乗換え時間含め平均15分程度、基幹バスは30分で、1時間あたりの運行本数はJR線の方が多く、運賃もJR線の方が安い。
名鉄堀田 - 本星崎町は名鉄名古屋本線（堀田 - 本星崎）と競合するが、並行はしていない。所要時間は、名鉄線は12分（普通列車、本笠寺駅での待避時間を含む。待避なしの場合7分）、基幹バスは14分で、1時間あたりの運行本数は基幹バスの方が多く、運賃は基幹バスの方が安い。
沿革
1982年（昭和57年）に初の基幹バス路線として誕生した。開設と同時に、大半の区間で並行する〔高速2〕（栄 - 緑高校）は廃止されている。
新設当初は栄-星崎間のみであったが、1984年の再編で、出入庫系統として栄-鳴尾車庫間の系統が新設された。その後、名古屋市総合体育館の開設に伴い、その駐車場の一角をバスターミナルにする形で栄-総合体育館間の支線を開設したが、2003年の再編で廃止し、新たに栄-笠寺駅の支線を開設した。
停留所およびダイヤ
栄-千竈通五丁目間では、平日・土曜の昼間は10分毎、休日は12分毎に運行しているが、一部これより少ない時間帯がある。
また、当該系統は一般バスに比べて停車停留所が少なく、栄-笠寺駅・鳴尾車庫間は次の停留所にのみ停車する。通過停留所が少ない（白川通大津、千代田五、東郊通一、呼続大橋北、堀田通一、堀田通七、千竃通七、廻間）ため、一般バスを通過追い越しすることは少ない。
- 栄 - 矢場町 - 丸田町 - 鶴舞公園 - 東郊通三 - 円上 - 高辻（南北とも） - 雁道 - 堀田通五 - 牛巻 - 名鉄堀田（北側停留所のみ） - 地下鉄堀田 - 呼続大橋 - 千竈通五 - 千竈通二（ - 笠寺駅） - 南区役所 - 本星崎町 - 星崎 - 星崎小学校 - 上浜 - 鳴尾車庫

［支］は概ね毎時1本の運行。かつては［折］の方が本数が多かったが、現在は［本］の方が多くなっている。
経営状態
2015年度の営業係数は92、2016年度は82、2017年度は86と黒字経営を維持し、鳴尾営業所管内ではトップの営業成績を誇る。日本碍子の最寄りが雁道であるため、同社員の通勤バスとして大いに機能し、栄、矢場町、鶴舞公園の乗降客も非常に多い。なお、この路線は他の一般バスとは異なり、専用塗装の車両が使用されるが、一部で基幹バスの表示を装着した一般車も運用に入っている。

### 栄21号系統
|    | 起点 | 主な経由地 | 主な経由地 | 主な経由地 | 主な経由地 | 主な経由地 | 主な経由地 | 終点     | 備考     |
| -- | ---- | ---------- | ---------- | ---------- | ---------- | ---------- | ---------- | -------- | -------- |
| 本 | 栄   | 上前津     | 東別院     | 金山       | 神宮東門   | 中京病院   | 道徳通     | 泉楽通四 |          |
| 臨 | 栄   | 上前津     | 東別院     | 金山       | ---        | ---        | ---        | 神宮東門 | 下記参照 |

概要
当系統は、栄と南区とを、大津通（金山・神宮東門）を経由して結ぶ路線である。市電21号系統 (大津橋 - 昭和町) の代替路線という位置付けでもある。ほとんどの区間で地下鉄やJR、名鉄と並行しているため全区間通しの利用は少ないが、階段を利用せず気軽に利用できるので途中区間の利用者は比較的多い。
沿革
1998年（平成10年）の系統再編前の番号は〔27〕であった。2003年から昼間時の一部の便が金山折り返しとなり、〔金山19〕として運行されることになった。かつては港営業所が担当していた。
停留所およびダイヤ
平日・土曜・休日とも、昼間の［本］は30分毎で運行している。金山以南は〔金山19・支2〕が加わり毎時3本の運行となっている。正月三が日は特別ダイヤで運行され、［臨］が運行されることがある。規制時間中の［本］は神宮東門停留所には立ち寄らず、熱田駅 - （旗屋町 - 白鳥橋） - 熱田伝馬町という経路（途中停留所なし）で運行される。
経営状態
平成27年度の営業係数は97、平成28年度は91と、基幹1号系統に次ぐ営業成績を挙げている。

### 金山18号系統
|    | 起点     | 主な経由地 | 主な経由地 | 主な経由地 | 主な経由地 | 主な経由地 | 主な経由地 | 主な経由地 | 終点 |
| -- | -------- | ---------- | ---------- | ---------- | ---------- | ---------- | ---------- | ---------- | ---- |
| 本 | 金山     | 高辻       | 牛巻       | 名鉄堀田   | 地下鉄堀田 | 南区役所   | 大慶橋     | 鳴尾車庫   | 要町 |
| 折 | 名鉄堀田 | ---        | ---        | ---        | 地下鉄堀田 | 南区役所   | 大慶橋     | 鳴尾車庫   | 要町 |

概要
当系統は、金山と南区南部地域とを、空港線（名古屋市道堀田高岳線）・国道1号経由で結ぶ路線である。高辻 - 鳴尾車庫間（〔基幹1〕とは異なり星崎を経由せず大慶橋を経由する）では同じく空港線・国道1号を経由する〔基幹1〕を補完している。
沿革
1998年（平成10年）の系統再編前の番号は〔149〕であった。
初期の運行区間は、以下のとおりであった。
- 鶴舞公園 - 高辻 - 堀田 - 南区役所 - 大慶橋 - 鳴尾車庫 - 要町

後に、栄 - 丸田町 - 鶴舞公園間が延長となった。
ダイヤおよび停留所
平日・土曜・休日とも、ほぼ終日にわたって60分毎の運行である。［折］は平日朝のみ、2往復の運行である。名鉄堀田にはバス回転場が存在しないため、［折］は堀田駅南交差点を右折してブラザー工業本社付近の降車専用バス停に停車後、付近の道路を迂回して名鉄堀田（南）へ折り返している。

### 金山19号系統
|      | 起点     | 主な経由地 | 主な経由地 | 主な経由地 | 主な経由地 | 主な経由地 | 主な経由地 | 主な経由地                | 終点                      | 備考             |
| ---- | -------- | ---------- | ---------- | ---------- | ---------- | ---------- | ---------- | ------------------------- | ------------------------- | ---------------- |
| 本   | 神宮東門 | ---        | 中京病院   | 南陽通四   | 大江町     | 船見町     | 船見寮前   | ワイルド フラワーガーデン | 潮見町南                  | 朝夕のみ         |
| 折   | 神宮東門 | ---        | 中京病院   | 南陽通四   | 大江町     | 船見町     | 船見寮前   | ---                       | ワイルド フラワーガーデン |                  |
| 支1  | 金山     | 神宮東門   | 中京病院   | 南陽通四   | 大江町     | 船見町     | 船見寮前   | ---                       | ワイルド フラワーガーデン |                  |
| 支2  | 金山     | 神宮東門   | 中京病院   | 道徳通     | ---        | ---        | ---        | ---                       | 泉楽通四                  |                  |
| 出入 | 神宮東門 | ---        | 中京病院   | 南陽通四   | 大江町     | 船見町     | 柴田       | 要町                      | 鳴尾車庫                  | ←は平日朝1便のみ |
| 出   | 中京病院 | 南陽通四   | 大江町     | 船見町     | 船見寮前   | →→→        | →→→        | →→→                       | ワイルド フラワーガーデン |                  |

概要
当系統は、金山・神宮東門と、港区東部の工業地帯を結ぶ路線である。神宮東門-大江町間は〔神宮12〕と同じ経路となる。市電21号系統（大津橋 - 金山橋 - 熱田駅前 - 大江町 - 昭和町）の代替機能も併せ持つ。途中の大江町では、至近に所在する名鉄築港線東名古屋港駅と乗り換えも可能だが、同線は日中や夜間の列車運行がない。金山・神宮東門 - 大江町の所要時間は名鉄の金山駅・神宮前駅 - （大江駅乗換） - 東名古屋港駅より長い。
沿革
1998年（平成10年）の系統再編以前の番号は〔38〕であった。
かつては「金山 - 潮見町南」、「神宮東門 - 船見寮前」という運行形態であったが、2002年の再編で船見寮前発着系統がワイルドフラワーガーデンまで延長、2003年の再編で現行の運行形態になり、それまで毎時1便だった潮見町南までの運行が朝夕のみとなった。
［支2］は2003年の再編時に運行が開始された支線である。〔金山19〕を名乗ってはいるものの、〔栄21〕の途中折り返しの支線という位置づけである。
［出入］は2025年3月29日の再編で設けられた系統である。［神宮12］、［神宮15］と起終点が同一であるが、こちらは最も西寄りを運行する。
かつては港営業所の担当であり、「神宮東門 - 港車庫前」、「港車庫前→金山」という出入庫系統も運行されていた。
停留所およびダイヤ
［折］・［支1］は昼間は60分毎の運行で、神宮東門-ワイルドフラワーガーデン間で30分毎の運行である。〔神宮12〕と重複する神宮東門-大江町間では、昼間は〔神宮12〕と合わせて1時間あたり片道4本の運行となっている。ただ、2022年のダイヤ改正で昼間の神宮東門始発は120分間隔に改められ、神宮東門-ワイルドフラワーガーデンは一部の時間帯で60分間隔になった(神宮12と重複する神宮東門-大江町は片道3本に減少)。
［本］は平日・土曜・休日とも、朝夕のみの運行である。［支2］は平日・土曜・休日とも、昼間のみ、60分毎の運行である。
［出入］は便数が極端に少なく、特に神宮東門行きは平日朝1便のみの運行である。
正月三が日は熱田神宮付近の交通規制のため〔栄21〕とともに迂回運行が行われ（熱田駅前→旗屋町→白鳥橋→熱田伝馬町という経路で運行、熱田駅から熱田伝馬町まで途中停留所なし）、特別ダイヤで運行される。2021年正月より、規制時間中の［支1］と［支2］は神宮東門停留所には立ち寄らなくなっている。2022年4月以降、［本］と［折］は神宮東門到着後そのまま折り返しができなくなったため、熱田区役所（熱田駅）前にある回転場まで回送して折り返している。

### 名港11号系統
|    | 起点     | 主な経由地 | 主な経由地 | 主な経由地 | 主な経由地 | 主な経由地 | 主な経由地 | 終点     |
| -- | -------- | ---------- | ---------- | ---------- | ---------- | ---------- | ---------- | -------- |
| 本 | 名古屋港 | 築地口     | 木場町     | 大江町     | 船見町     | 柴田       | 要町       | 鳴尾車庫 |

旧番号は〔33〕。現在のきらく橋経由の経路になったのは2004年の再編からで、それまでは堀川を渡るために名四国道（国道23号）を経由していた。また、かつては要町行きと鳴尾車庫行きをほぼ交互に運行していたが、減便に伴って要町行きが減らされ、2003年の再編ですべて鳴尾車庫行きとなっている。
かつては現在の〔鳴海12〕と一つの路線をなしており、名古屋港 - 築地口 - 竜宮町 - 船見町 - 柴田 - 鳴尾車庫 - 大慶橋 - 左京山 - 有松町口無池という経路であった。
全日とも、ほぼ終日毎時1本の運行。

### 神宮12号系統
|    | 起点     | 主な経由地 | 主な経由地 | 主な経由地 | 主な経由地 | 主な経由地 | 終点     |
| -- | -------- | ---------- | ---------- | ---------- | ---------- | ---------- | -------- |
| 本 | 神宮東門 | 中京病院   | 南陽通四   | 大江町     | 北頭       | 元塩町     | 鳴尾車庫 |

概要
当系統は、神宮前と南区とを結ぶ路線である。〔金山19〕と同じく港区東部を経由し、かつての市電21号系統（大津橋 - 金山橋 - 熱田駅前 - 大江町 - 昭和町）の沿線区間を一部走行する。北頭 - 要町交差点は国道23号を経由する。大江町 - 港東通は名鉄築港線と並行している。後述の〔神宮15〕と区別するため、行先表示は「元塩町 鳴尾車庫」または「元塩町 神宮東門」となっている。2022年4月の再編で神宮東門の交通広場が廃止となったものの、当系統と神宮15・金山19（一部）は引き続き神宮東門発着で運行されており、終点到着後は熱田区役所（熱田駅）前にある回転場まで回送して折り返している。
沿革
1998年（平成10年）の系統再編前の番号は〔37〕であった。かつては「神宮東門 - 総合体育館」、「総合体育館 - 鳴尾車庫」といった系統もあった。
停留所およびダイヤ
平日・土曜・休日とも、昼間は30分毎の運行である。〔金山19〕と重複する神宮東門-大江町では、昼間は〔金山19〕と合わせて1時間あたり片道3 - 4本の運行となっている。

### 神宮15号系統
|    | 起点     | 主な経由地 | 主な経由地 | 主な経由地 | 主な経由地 | 主な経由地 | 主な経由地 | 主な経由地 | 主な経由地 | 終点     |
| -- | -------- | ---------- | ---------- | ---------- | ---------- | ---------- | ---------- | ---------- | ---------- | -------- |
| 本 | 神宮東門 | 熱田伝馬町 | 二条町     | 氷室       | 道徳駅     | 大江駅     | 宝生町     | 柴田       | 要町       | 鳴尾車庫 |
| 折 | 神宮東門 | 熱田伝馬町 | 二条町     | 氷室       | 道徳駅     | 大江駅     | 宝生町     | 柴田       | ---        | 要町     |

概要
当系統は、神宮前と南区とを、国道247号を経由して結ぶ路線である。前述の〔神宮12〕と区別するため、行先表示は「柴田 鳴尾車庫」または「神宮東門」となっている。2022年4月より神宮東門では折り返しができなくなったため熱田区役所（熱田駅）まで一旦回送して折り返している。
沿革
1998年（平成10年）の系統再編前の番号は〔幹線7〕であり、さらにその前は〔29〕であった。幹線系統であったものの、柴田 - 神宮東門では名鉄常滑線と完全に並走するため、営業係数はあまり芳しいものではなく、1997年度で210と幹線系統の中では最悪の成績であった。
1998年の再編で〔金山17〕となったが、2003年に地下鉄名城線と完全に重複する金山 - 神宮東門間が廃止になり、同時に現在の系統番号となった。なお、この系統の前身である〔29〕は「鳴尾車庫 - 要町 - 神宮東門 - 沢上町 - 高辻 - 大慶橋 - 鳴尾車庫 - 要町」と循環路線で運行していた時代もあった。
ダイヤおよび停留所
平日・土曜・休日とも概ね30分毎で運行しているが、一部便が全くない時間帯も存在する。［折］は鳴尾車庫の2停前の要町までとなっており、早朝や夜の一部のみ運行される。〔南巡回〕・〔熱田巡回〕の出入庫線としての役割もあるため、中型ノンステップバスでも運行されている。

### 神宮16号系統・南巡回系統
|        |        | 起点     | 主な経由地 | 主な経由地 | 主な経由地 | 主な経由地 | 主な経由地 | 主な経由地 | 主な経由地 | 主な経由地 | 主な経由地                | 主な経由地 | 主な経由地 | 主な経由地 | 主な経由地 | 終点     | 備考                   |
| ------ | ------ | -------- | ---------- | ---------- | ---------- | ---------- | ---------- | ---------- | ---------- | ---------- | ------------------------- | ---------- | ---------- | ---------- | ---------- | -------- | ---------------------- |
| 南巡回 | 南巡回 | 神宮東門 | 内田橋     | 中京病院   | 二条町     | 豊本通     | 宮崎通     | 桜本町一   | 笠寺西門   | 笠寺駅     | 日本ガイシ スポーツプラザ | 北頭       | 豊田荘     | 道徳通     | 中京病院   | 神宮東門 | 左右回り （→が右回り） |
| 神宮16 | 本     | 神宮東門 | 内田橋     | 中京病院   | 二条町     | 豊本通     | 宮崎通     | 桜本町一   | 笠寺西門   | 笠寺駅     | 日本ガイシ スポーツプラザ | 北頭       | 豊田荘     | 道徳通     | 中京病院   | 神宮東門 | 左右回り （→が右回り） |
| 神宮16 | 折1    | 神宮東門 | 内田橋     | 中京病院   | 二条町     | 豊本通     | 宮崎通     | 桜本町一   | 笠寺西門   | ---        | ---                       | ---        | ---        | ---        | ---        | 笠寺駅   |                        |
| 神宮16 | 折2    | 笠寺駅   | ---        | ---        | ---        | ---        | ---        | ---        | ---        | ---        | 日本ガイシ スポーツプラザ | 北頭       | 豊田荘     | 道徳通     | 中京病院   | 神宮東門 |                        |

〔神宮16〕と〔南巡回〕は経路は全く同じである。昼間（8時台〜16時台）は南巡回系統を運行するが、2022年4月現在両系統の停留所に違いはない。〔南巡回〕は赤字系統ではあるが地域巡回系統としては営業係数が良く、100をわずかに超えるほどに改善できている。
2004年の再編までの〔南区〕で、神宮東門ではなく笠寺駅が起終点だった。ただし、笠寺駅が起終点になったのは1998年の再編からで、それまでは神宮東門を起終点にしていた。
〔神宮16〕は〔南巡回〕が運行されない朝および夕方以降に〔本〕が毎時1本程度、〔折1〕の笠寺駅行きが右回りの最終便他計2便、神宮東門行きが左回りの始発として、〔折2」の神宮東門行きが右回りの始発他計2便、笠寺駅行きが左回りの最終として運行される。
神宮前駅西口の再開発に伴う駅前広場廃止による神宮東門バスターミナルのターミナルとしての機能縮小の影響を考慮して2022年の再編で神宮東門への乗り入れを廃止し再び笠寺駅を起終点に変更、併せて〔神宮16〕を〔笠寺11〕に変更したが、2024年の再編でわずか2年で再び神宮東門起終点に戻され、〔笠寺11〕から〔神宮16〕に戻された。

### 新瑞13号系統
|       | 起点   | 主な経由地 | 主な経由地 | 主な経由地 | 主な経由地                | 主な経由地 | 主な経由地 | 主な経由地 | 主な経由地 | 主な経由地 | 主な経由地 | 主な経由地 | 主な経由地                | 主な経由地 | 主な経由地 | 終点     | 備考                   |
| ----- | ------ | ---------- | ---------- | ---------- | ------------------------- | ---------- | ---------- | ---------- | ---------- | ---------- | ---------- | ---------- | ------------------------- | ---------- | ---------- | -------- | ---------------------- |
| 本    | 新瑞橋 | 桜本町一   | 笠寺西門   | 南区役所   | 笠寺駅                    | 南区役所   | 本星崎町   | 大慶橋     | 鳴尾車庫   | 要町       | 柴田       | 港東通     | 日本ガイシ スポーツプラザ | 南区役所   | 桜本町一   | 新瑞橋   | 左右回り （→が右回り） |
| 出入1 | 新瑞橋 | 桜本町一   | 笠寺西門   | 南区役所   | 笠寺駅                    | 南区役所   | 本星崎町   | 大慶橋     | ---        | ---        | ---        | ---        | ---                       | ---        | ---        | 鳴尾車庫 |                        |
| 出入2 | 新瑞橋 | 桜本町一   | 笠寺西門   | 南区役所   | 日本ガイシ スポーツプラザ | 港東通     | 柴田       | 要町       | ---        | ---        | ---        | ---        | ---                       | ---        | ---        | 鳴尾車庫 |                        |

概要
当系統は、新瑞橋と南区とを、環状線（名古屋市道名古屋環状線）を経由して結ぶ路線である。新瑞橋-南区役所・港東通間では〔新瑞14〕と同じ経路であり、かつての市電61号系統（今池 - 新瑞橋 - 大江町 - 昭和町）の沿線区間を一部走行する。
沿革
1998年（平成10年）の系統再編前の番号は〔23〕であった。
元々は、以下の2路線を、1994年の桜通線の延長に伴い、統合したものである。
- 〔23〕（新瑞橋 - 南区役所 - 大慶橋 - 鳴尾車庫 - 宝生町）
- 〔41〕（千種駅前 - 今池 - 御器所通 - 新瑞橋 - 南区役所 - 宝生町 - 鳴尾車庫）

〔41〕の支線であった「千種駅前 - 笠寺駅」の系統は、そのまま短縮され〔23〕の支線という形になった。1995年の再編で笠寺駅止まりの系統などは廃止されて現在の経路となった。
停留所およびダイヤ
平日の昼間は右回り・左回りそれぞれ40分毎、土曜・休日の昼間は右回り・左回りそれぞれ1時間あたり1本（等間隔ではない）である。新瑞橋-南区役所間では、右回り・左回り合わせて平日の昼間で20分毎、土曜・休日の昼間で1時間あたり2本である。
笠寺観音で節分会が行われる毎年2月3日頃のみ補完のため笠寺駅発着の臨時急行バス（系統名は新.笠）が日中に毎時6本程度追加運行される。停車バス停は新郊通三（笠寺駅行きのみ停車）、桜本町一（新瑞橋行きのみ停車）、笠寺西門のみ。この急行バスには、基幹バス塗装のバスが入ることがある。

### 新瑞14号系統
|    | 起点     | 主な経由地 | 主な経由地 | 主な経由地 | 主な経由地                | 主な経由地 | 主な経由地                | 主な経由地 | 主な経由地 | 終点                      | 備考  |
| -- | -------- | ---------- | ---------- | ---------- | ------------------------- | ---------- | ------------------------- | ---------- | ---------- | ------------------------- | ----- |
| 本 | 新瑞橋   | 桜本町一   | 桜本町一   | 南区役所   | 日本ガイシ スポーツプラザ | 港東通     | 大江町                    | 船見町     | 船見寮前   | ワイルド フラワーガーデン |       |
| 折 | 新瑞橋   | 桜本町一   | 桜本町一   | 南区役所   | 日本ガイシ スポーツプラザ | 港東通     | ---                       | ---        | ---        | 大江町                    |       |
| 出 | 鳴尾車庫 | 柴田       | 白水町     | 船見町     | 大江町                    | 港東通     | 日本ガイシ スポーツプラザ | 南区役所   | ---        | 新瑞橋                    | →のみ |

概要
本系統は、地下鉄新瑞橋駅と港区東部の工業地帯とを、環状線（名古屋市道名古屋環状線）経由で結ぶ路線である。新瑞橋 - 南区役所・港東通間では〔新瑞13〕と同じ経路であり（但し本系統は笠寺駅には立ち寄らない）、かつての市電61号系統（今池 - 新瑞橋 - 大江町 - 昭和町）の沿線区間を一部走行する。港東通 - 大江町は名鉄築港線と並行しているが同線は日中や夜間の運行がなく、並行区間も短いため競合にはなっていない。大江町 - ワイルドフラワーガーデンは〔金山19〕と同経路であるが、本系統は潮見町南へは乗り入れない。
沿革
1998年（平成10年）の系統再編前の番号は〔135〕であった。現在の経路になったのは1994年の桜通線延長時の再編からで、それまでは妙音通4にあった転回場を起終点にしていた。長らく船見寮前までの運行だったが、2002年4月のワイルドフラワーガーデンの開園に伴い現行の経路となった。
2013年4月の再編で［折］が新設され、一部の便が大江町で折り返すようになった（大江町には転回場がないため、泉楽通四丁目まで回送されて折り返しまで待機または鳴尾車庫まで回送）。
停留所およびダイヤ
平日・土曜・休日とも、［本］・［折］が合わせて1時間あたり1-2本の運行となっている。平日のみ40分毎の運行となっている。［折］は朝と日中に1-2時間に1本程度の運行。［出］は朝のみ鳴尾車庫発柴田・大江町経由新瑞橋行きとして運転され、平日は3本、土休日は1本のみ運行。

### 鳴子13号系統
|    | 起点         | 主な経由地 | 主な経由地     | 主な経由地 | 主な経由地 | 主な経由地   | 終点         |
| -- | ------------ | ---------- | -------------- | ---------- | ---------- | ------------ | ------------ |
| 本 | 地下鉄鳴子北 | 池上       | みどり市民病院 | 平部       | 緑区役所   | 大高南小学校 | 南大高駅     |
| 支 | 地下鉄鳴子北 | 池上       | みどり市民病院 | 平部       | 西有松     | 桶狭間寺前   | 有松町口無池 |

1994年の再編で新設された〔73〕（野並 - 森の里団地）を前身とする。このときは野並 - 鳴海山下 - 池上という経路であったが、1998年の再編で野並車庫（現・地下鉄鳴子北）経由に改められ、〔野並18〕となる。［支］は1998年の再編で一旦廃止になったが、2000年の再編で〔野並20〕として再び新設された。2003年の再編で〔野並18〕に統合されて支線となっている。［支］は国道1号を経由し、途中の有松小学校バス停付近に名鉄有松駅があるが、当系統は名鉄有松駅交通広場には乗り入れない。
南大高駅の開業に伴って2009年3月14日に、森の里団地発着系統が南大高駅まで延伸された。2011年の再編で野並 - 地下鉄鳴子北（元・野並車庫）が短縮され系統番号も〔鳴子13〕に変更された。
［本］・［支］とも、平日・休日はほぼ毎時1-2本程度の運行となっている。昼間は交互に運行される。
2022年4月2日より、森の里団地停留所の名称が大高南小学校停留所へ名称が変更となった。
2024年3月31日より、緑市民病院停留所がみどり市民病院に改称された。他の系統も同様で、記述は省略する。

### 鳴子14号系統
|    | 起点         | 主な経由地 | 主な経由地 | 主な経由地     | 主な経由地     | 主な経由地 | 終点   |
| -- | ------------ | ---------- | ---------- | -------------- | -------------- | ---------- | ------ |
| 本 | 地下鉄鳴子北 | 池上       | 滝の水公園 | 緑保健センター | みどり市民病院 | 緑区役所   | 大高駅 |

2011年の再編で〔大高12〕の本線（以下〔大高12・本〕）を滝の水公園から池上を経由して地下鉄鳴子北へ向かうように変更した系統である。〔幹鳴子1〕〔鳴子13〕〔鳴子15〕とは異なり池上からみどり市民病院まではダイレクトで結ばず東へ迂回しているため同系統より所要時間が長い。地下鉄鳴子北での乗り場も前述の3系統とは異なる（〔鳴子12〕〔鳴子16〕と同じ1番のりば。他系統は3番のりば）。
〔大高12・本〕は2004年までは〔緑区〕を名乗っていた系統の本線で、もともとの経路は大高駅前（現・大高駅） ‐ みどり市民病院 - 鳴子町 - 鳴子みどりヶ丘 - 桃山住宅 - 徳重（現・緑文化小劇場）- 緑車庫という経路だったが、2000年の再編で区画整理事業が進んだ地区への乗り入れをすることになり大高駅前 - みどり市民病院 - 緑保健所 - 鳴子みどりヶ丘 - … - 徳重 - 藤塚一 - 緑車庫という経路になった。
さらに2003年、徳重 - 緑車庫間を鶴が沢経由にした上で終点も白土へ変更され、2004年からは昼間時は地域巡回バスの〔緑1巡回〕として運行されていた。
なお、〔緑1巡回〕については〔徳重巡回〕も参照。
また〔大高12〕の支線については〔緑巡回〕を参照
平日・土曜・休日とも、ほぼ終日毎時1本程度の運行となっている。
2018年4月1日より緑保健所停留所は、同市の保健所組織改正による名称変更に伴い、緑保健センター停留所に変更された。

### 鳴子15号系統
|    | 起点         | 主な経由地 | 主な経由地     | 主な経由地 | 主な経由地 | 終点     |
| -- | ------------ | ---------- | -------------- | ---------- | ---------- | -------- |
| 本 | 地下鉄鳴子北 | 池上       | みどり市民病院 | 名鉄鳴海   | 星崎       | 鳴尾車庫 |

前身は〔63〕（地下鉄植田 - 島田 - 一ツ山三 - 相生山 - 野並車庫（現・地下鉄鳴子北） - 池上 - みどり市民病院 - 花井 - 星崎）で、現在の〔鳴子11〕に当たる区間と一体的に運行されていた。1998年の再編で野並 - 星崎という経路になり系統番号も〔野並19〕となる。
2009年4月1日の再編で、駅前広場の整備が完了した名鉄鳴海駅へ立ち寄るように経路が変更されると同時に半数ほどの便が鳴尾車庫まで延長され、2011年3月27日の再編で、野並 - 地下鉄鳴子北（元・野並車庫）が短縮されるとともに全便が鳴尾車庫まで延長された。鳴尾車庫を発着する系統のうち、この系統と〔基幹1〕が元々の終点の関係上星崎を経由しており、大慶橋は経由しない。
なお〔63〕には星崎 - 野並車庫（現・地下鉄鳴子北）という出入庫支線があり、今回の再編でこの支線が復活した格好になっている。ただし野並営業所は本系統を担当しない。
平日・土休日とも、毎時1本の運行。〔鳴子13〕・〔鳴子14〕の出入庫という役割も持つ。
2021年4月3日より名南工高停留所は、校名変更に伴い、名古屋工科高校停留所に変更された。

### 徳重14号系統
|    | 起点       | 主な経由地 | 主な経由地 | 主な経由地 | 主な経由地 | 主な経由地 | 主な経由地 | 終点     | 副担当 |
| -- | ---------- | ---------- | ---------- | ---------- | ---------- | ---------- | ---------- | -------- | ------ |
| 本 | 地下鉄徳重 | 鳴海町笹塚 | 諸ノ木口   | 大清水     | 水広公園南 | 大清水西   | 姥子山西   | 名鉄有松 | 緑     |

2011年3月の再編で新設された系統。地下鉄徳重から愛知県道56号名古屋岡崎線を進んで途中の鳴海町笹塚で右折し、諸ノ木口、大清水地区、姥子山地区を経由して有松駅へ向かう路線である。大清水 - 敷田北も直進して中京競馬場の真横を通ることはなく（この場合短距離ではあるが豊明市を経由する）、他系統と同様に大清水地区を経由している。
2022年4月の再編まで運行されていた名鉄有松 - 鳴海団地は、2005年まで名鉄バスが有松線の支線として運行していた。同区間は2011年3月再編の素案では設定されなかったが、住民の要望によって見直され、延長となった。これに伴い鳴海団地の転回場が新設された(鳴海団地の転回場はかつて名鉄バスが鳴海住宅の転回場として使用していた)。なお、名鉄バスの有松線にはこの鳴海住宅の支線と、有松駅から現在の〔有松11〕と同じルートで口無大池（市バスの有松町口無池停）を経由し、その先大府市に入り長根山を経由して大府駅までの路線があったが、鳴海住宅の支線と共に2005年に廃止されている。
運行本数は毎時1本程度。ラッシュ時は毎時2~3本になる。
敷田北 - 名鉄有松では〔有松13〕が補完している。当系統は緑営業所も担当している。
2022年4月より、それまでの平手経由から鳴海町笹塚経由に変更となった。このときに再び諸ノ木口も経由するようになっている（地下鉄徳重行きの場合、〔徳重13〕とは停留所の方向が逆になる）。

### 鳴海11号系統
|    | 起点     | 主な経由地 | 主な経由地 | 主な経由地 | 主な経由地   | 終点     | 備考                   |
| -- | -------- | ---------- | ---------- | ---------- | ------------ | -------- | ---------------------- |
| 本 | 南大高駅 | 大高駅     | 名鉄鳴海   | 緑区役所   | 大高南小学校 | 南大高駅 | 左右回り （→が右回り） |

大府市との境界に近いJR南大高駅を起点とし、森の里団地・名鉄鳴海駅などを経由して南大高駅へ戻る、比較的短距離の循環路線である。地下鉄には接続しない。
1998年の改編で、旧〔140〕の支線（要町 - 星崎 - 大慶橋 - 上汐田 - 大高町大根山）と旧〔74〕（野並 - 上汐田 - 森の里団地）がまとめられて〔野並17〕（野並 - 大高町大根山）という系統になった。
2003年の改編で支線として野並 - 森の里団地（現：大高南小学校）間が復活し、さらに本系統はさらに名四国道（国道23号）をたどって終点が有松町口無池に変更になった。しかし、2004年の再編で〔緑2巡回〕が新設されると支線のほうが本数が多くなり、本系統は朝夕のみの運行となっていた。2009年4月1日の再編では、浦里5 - 中汐田間の経路が上汐田経由から駅前広場の整備が完了した名鉄鳴海駅へ乗り入れる経路に変更された。2011年の再編で野並への乗り入れを廃止して現行の経路となり、合わせて系統番号も変更となった。2022年4月2日の再編で、名古屋市都市計画道路水主ヶ池線を通る経路（大高駅・森の里荘経由）に変更となった。
日中は2時間間隔で右回りと左回りが交互に運行される。朝夕は両回りとも毎時1本程度運行。
営業係数は野並乗り入れを廃止した2011年度より悪化している。

### 鳴海12号系統・緑観光系統
|        |    | 起点     | 主な経由地 | 主な経由地 | 主な経由地 | 主な経由地 | 主な経由地 | 主な経由地 | 主な経由地 | 主な経由地 | 主な経由地 | 終点          | 備考       |
| ------ | -- | -------- | ---------- | ---------- | ---------- | ---------- | ---------- | ---------- | ---------- | ---------- | ---------- | ------------- | ---------- |
| 鳴海12 | 本 | 要町     | 鳴尾車庫   | 鳴尾町     | 大慶橋     | 名鉄鳴海   | 平部       | 緑区役所   | 南大高駅   | 篭池西     | 郷前       | 有松町 口無池 |            |
| 鳴海12 | 折 | 南大高駅 | ---        | ---        | ---        | ---        | ---        | ---        | ---        | 篭池西     | 郷前       | 有松町 口無池 | 朝夕に運行 |
| 緑観光 | 本 | 大高駅   | 中汐田     | 名鉄鳴海   | 平部       | 左京山     | 名鉄有松   | 地蔵池     | ---        | ---        | 郷前       | 有松町 口無池 | 臨時運行   |

概要
要町から国道1号を経由し、名古屋市と大府市との境である有松町口無池を結ぶ系統である。名古屋市営バスの中では数少ない地下鉄と接続しない系統の一つである。南大高駅 - 篭池西は国道302号を経由しており、途中に防音壁があって停留所を設置しにくく、また東海道新幹線と東海道本線の線路を越えることから停留所間の距離が2km以上ある。
沿革
系統番号は1998年の再編以前は〔140〕、その後、2014年3月までは〔要町11〕、2022年の再編までは〔有松12〕であった。
〔140〕の頃、途中の上汐田から大高町大根山へ向かう枝系統があったが1998年の再編で〔74〕と統合され、現在は〔鳴海11〕となっている。
なお、〔名港11〕の項にも記述されているが、かつては〔33〕として名古屋港 - 有松町口無池という経路であった。
2022年4月2日の再編に伴い、運行経路が変更となった。具体的には、鳴尾車庫～大慶橋間で星崎を経由しなくなり、平部～左京山〜名鉄有松〜郷前だった経路が、緑区役所、南大高駅経由となった。その際、南大高駅～郷前間に篭池西、篭池東停留所が新たに新設された。同時に緑営業所が担当から撤退し鳴尾営業所の単独担当となる。
〔緑観光〕は2017年4月のダイヤ改正で〔有松12〕の支線として設定された。宿場町だった鳴海、絞り染で有名な有松、桶狭間の戦いで有名な桶狭間地区への観光のためのアクセス路線という位置付けであり、緑区のマスコットキャラクター「みどりっち」にちなみ、「みどりっち号」という愛称が付けられたが、2022年4月2日のダイヤ改正で本系統の経路が変更になったため系統名を変更の上、イベント開催時に運行される臨時系統化された。
停留所及びダイヤ
〔鳴海12〕の本数は毎時1本程度。朝夕はこれに加え南大高駅発着の区間便が1~2往復ずつ増発される。
〔緑観光〕はイベント開催時に運行。

### 有松11号系統
|    | 起点         | 主な経由地 | 主な経由地 | 主な経由地   | 主な経由地 | 主な経由地 | 終点         | 備考                          |
| -- | ------------ | ---------- | ---------- | ------------ | ---------- | ---------- | ------------ | ----------------------------- |
| 本 | 名鉄有松     | 有松小学校 | 地蔵池     | 有松町口無池 | 愛宕西     | 有松小学校 | 名鉄有松     | 左右回り （→が右回り）        |
| 折 | 名鉄有松     | 有松小学校 | 地蔵池     | ---          | ---        | ---        | 有松町口無池 | 平日朝夕及び土休日日中に運行  |
| 出 | 有松町口無池 | →→→        | →→→        | →→→          | 愛宕西     | 有松小学校 | 名鉄有松     | 6:25発名鉄有松行き1本のみ運行 |

名鉄の有松駅を起点に緑区南部の大府市との境界にある有松町口無池を経由する循環系統である。地下鉄には接続しない。
有松町口無池 - 愛宕西 - 三丁山 - 有松小学校間は1998年の再編にて 〔大高11〕として営業を開始。当時は大高駅前 - 平部 - 有松中町 - 愛宕西 - 有松町口無池 - 幕山（現・桶狭間古戦場公園） - 平部 - 大高駅前の循環路線だったが、2001年の再編で大高駅前 - 平部 - 有松中町 - 愛宕西 - 有松町口無池のみの路線となった。その際、有松町口無池の転回場（大府市に存在）に新たに〔大高11〕専用のバス乗車場と降車場が設置された。
その後、2003年の再編で有松駅（現・名鉄有松） - 有松小学校 - 愛宕西 - 有松町口無池 - 幕山（現・桶狭間古戦場公園） - 有松駅（現・名鉄有松）と起終点を変更。〔大高11〕は廃止となり〔有松11〕に改組した。その際、回転場に存在していた専用のバス乗車場と降車場は 〔野並17〕 に転用した。
2004年の再編で、有松町口無池 - 愛宕西 - 名鉄有松 - 敷田北 - 太子という経路になり、有松町口無池 - 幕山（現・桶狭間古戦場公園） - 有松駅（現・名鉄有松）部分は 〔要町11〕（現・〔鳴海12〕） が補完することとなった。なお、2004年再編半年前の2004年3月に有松駅 - 大清水間の名鉄バス路線が廃止になったため、当時の再編による当路線の変更は部分的ながらこれへの救済処置としての意味もある。
2005年3月頃からイオン有松ショッピングセンター（現・イオンタウン有松）の開業に伴う踏切北側交差点付近の通行規制のため、北行（有松町口無池→太子）の有松駅交通広場の乗り入れは中止となった（南行は引き続き乗り入れ）。但し、有松駅近辺には停車する（名鉄線踏切手前と駅北100mのダブル停車）。
2022年の再編で2003年の再編時と同じ名鉄有松を起終点とした循環経路となった。同時に名鉄有松～太子が短縮となる（この区間は新設の〔有松13〕が運行）。
運行本数は循環は毎時1本程度。ラッシュ時は有松町口無池(高根経由)が毎時3本程度、土休日昼間は区間便が毎時1往復増発される。それとは別に朝1本(全日有松町口無池6:25)のみ有松町口無池→名鉄有松を三丁山経由の区間便が存在する。平日朝夕の区間便は人口が増加している桶狭間地区と有松駅を結ぶ通勤通学対策（〔緑巡回〕の運行されない朝夕の補完でもある）、土休日日中の区間便は臨時化されたみどりっち号の補完という意味合いもある。

### 有松13号系統
|    | 起点     | 主な経由地 | 主な経由地 | 主な経由地 | 終点     | 備考  |
| -- | -------- | ---------- | ---------- | ---------- | -------- | ----- |
| 本 | 鳴海団地 | 名鉄有松   | 姥子山西   | 敷田北     | 太子     |       |
| 折 | 鳴海団地 | 東陵中学校 | 東陵中学校 | 東陵中学校 | 名鉄有松 | →のみ |

2022年4月2日の再編で新設された系統。経路は同再編で〔徳重14〕と〔有松11〕が短縮された区間を繋ぎ合わせたものとなっている。概ね、2004年3月いっぱいで廃止された名鉄バス有松・大清水線が走っていた区間をカバーしているが、本系統は名鉄バスとは異なり大清水地区を経由しておらず、循環経路にはなっていない。名鉄有松と太子の間は名鉄名古屋本線とは異なり、遠回りの経路となっている。
2024年3月の再編から〔折〕が追加された。
運行本数は〔本〕は終日毎時1本程度、〔折〕は平日朝1便のみの運行である。

### 緑巡回系統
|    | 起点     | 主な経由地   | 主な経由地 | 主な経由地 | 主な経由地 | 主な経由地 | 主な経由地 | 主な経由地     | 主な経由地 | 主な経由地 | 終点             | 副担当 |
| -- | -------- | ------------ | ---------- | ---------- | ---------- | ---------- | ---------- | -------------- | ---------- | ---------- | ---------------- | ------ |
| 本 | 名鉄有松 | 有松町口無池 | 南大高駅東 | 大高駅     | 寅新田     | 大高駅     | 緑区役所   | みどり市民病院 | 篭山西     | 平手       | 藤田医科大学病院 | 緑     |

地域巡回バスの一つ。概ね、緑区西部地域をカバーしている（東部地域は〔徳重巡回〕が運行。終点の藤田医科大学病院には両系統とも乗り入れている）。当系統は緑営業所でも運行を担当している。地下鉄には接続しない。有松町口無池 - 大高町大根山は大府市（国道23号）を経由しており、停留所間の距離が2km以上ある。〔鳴海12〕とは異なり南大高駅西口にある交通広場は経由せず、JRとは南大高駅東停留所で連絡する。
2004年に新設された地域巡回バス〔緑2巡回〕(有松町口無池 - 南大高駅東 - 大高駅前（現・大高駅）- 平部 - 有松駅（現・名鉄有松） - 郷前 - 有松町口無池）に〔大高12〕の支線（藤田保健衛生大学病院（現・藤田医科大学病院） → みどり市民病院 → 大高駅前（現・大高駅） → 寅新田 → 大高駅前（現・大高駅） → 藤田保健衛生大学病院（現・藤田医科大学病院））を結合する形で2011年に再編された。
前身となった〔大高12〕の支線は、もともとは〔緑区〕(大高駅前（現・大高駅） - 諸ノ木)というシンプルな経路だったが、2000年の再編で大高駅前（現・大高駅） - 寅新田 - 大高駅前（現・大高駅） - 諸ノ木となり、2003年の再編で上記の経路に変更されていた。
大高駅 - 寅新田 - 大高駅の経路は正確には大高駅→大高橋→三本木→折戸→砂畑→寅新田→己新田（読みは「みしんでん」）→大高町丸ノ内→三本木→大高橋→大高駅となっており、行き先を問わずこの向き（右回り）に循環する。
2013年4月には、〔鳴子16〕や〔徳重13〕などと同様に一部経路が変更となり、大清水経由となった。
2018年4月1日より緑保健所停留所は、同市の保健所組織改正による名称変更に伴い、緑保健センター停留所に変更された。
2018年10月10日より藤田保健衛生大学病院停留所は、施設名称変更に伴い、藤田医科大学病院停留所に変更された。

### 出入庫系統
|         | 起点     | 主な経由地 | 主な経由地 | 主な経由地 | 主な経由地 | 終点                     |
| ------- | -------- | ---------- | ---------- | ---------- | ---------- | ------------------------ |
| 鳴.ワイ | 鳴尾車庫 | 要町       | 柴田本通一 | 船見町     | 船見寮前   | ワイルドフラワーガーデン |
| 鳴.有   | 鳴尾車庫 | 大慶橋     | 名鉄鳴海   | 平部       | 左京山     | 名鉄有松                 |

〔鳴.ワイ〕は主に〔新瑞14〕や〔金山19〕の出入庫。2002年4月にワイルドフラワーガーデンがオープンするまでは〔鳴．寮〕（鳴尾車庫 - 船見寮前）だった。出入庫系統としては運行本数がやや多めで、時間帯に偏りがあるものの平日朝は毎時2本程度、土休日の日中は毎時1本程度運行されている。
〔鳴.有〕は2022年4月2日の改正よりそれまでの〔有松12〕が経路変更されることにより支線として走っていた系統が独立したものである。便数はごく少ない。

## 廃止系統

### 高速1号系統
|    | 起点 | 主な経由地 | 主な経由地 | 主な経由地 | 主な経由地         | 主な経由地   | 主な経由地 | 主な経由地 | 終点                            |
| -- | ---- | ---------- | ---------- | ---------- | ------------------ | ------------ | ---------- | ---------- | ------------------------------- |
| 本 | 栄   | 上前津     | 東郊通三   | 円上       | （名古屋高速道路） | 有松町口無池 | 高根       | 緑区役所   | 森の里団地 （現・大高南小学校） |
| 本 | 栄   | 上前津     | 東郊通三   | ←←         | （名古屋高速道路） | 有松町口無池 | 高根       | 緑区役所   | 森の里団地 （現・大高南小学校） |

高速道路区間を走るため、シートベルト付きのFやNH、シートベルトは設置されてないものの高速道路走行に対応したNNやNSなどの車両で運用されていた。
栄行きは名古屋高速の高辻出入口の場所の関係上、円上には停まることができず、有松町口無池の次は東郊通三丁目となる。運行間隔は、平日朝ラッシュ時は15 - 25分間隔、データイム時は60分間隔、夕ラッシュ時は30分間隔で、土曜、日曜・休日は終日60分間隔で運行された。高速道路区間利用の際は敬老パス・福祉パス利用者を除き、高速料金として10円が運賃に加算されていた。ただし、高速道路が通行止めの際には高速料金は徴収されなかった。他の市バス路線と同様にクローズドドアシステムを採用せず、高速道路区間を跨がなくても各停留所で乗降可能だった。また、manacaなどの交通ICカードで運賃を支払う場合、高速道路区間を利用しない際は乗務員にその旨を申告し、支払い前に運賃箱の操作を行って貰わねばならなかった。
1979年に名古屋高速3号大高線が開通したことに伴い、翌1980年に運行を開始。当初は〔高速1〕（栄 - 森の里団地）のほか、〔高速2〕（栄 - 緑高校）という路線も存在したが、〔基幹1〕運行開始と共に同じような経路を結ぶ〔高速2〕は廃止となっている。
終点の森の里団地では2013年4月1日に閉鎖された名古屋市交通局自動車整備工場（通称：大高工場）に隣接した回転場に発着する。森の里団地は本系統のほかに〔鳴子13〕と〔鳴海11〕も経由しているが、これらは回転場には入らず、さらに先の南大高駅まで向かう。
平部 - 有松町口無池は〔鳴子13〕および〔有松12〕と同経路である。国道1号を経由し、途中の有松小学校バス停付近に名鉄有松駅があるが、当系統は〔鳴子13〕と同様に名鉄有松駅交通広場には乗り入れなかった。

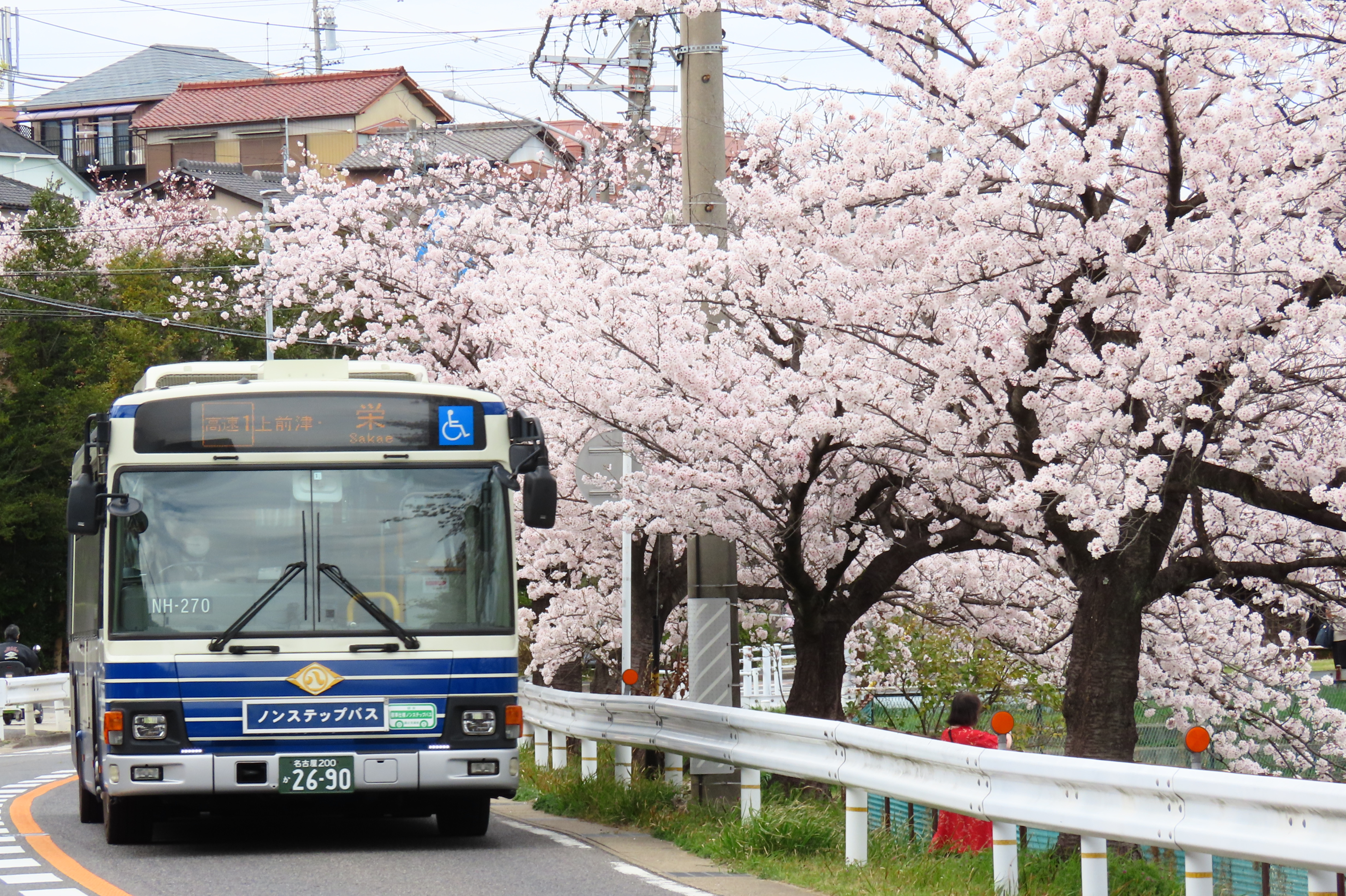
地蔵池横の桜並木を通過する高速1系統栄行き

栄 - 東郊通三丁目（→円上）は〔基幹1〕を補完しているが、同系統とは経路が若干異なっていたほか、通過停留所も存在しなかった。
栄 - 森の里団地間の距離が約25kmあり、名古屋市営バスでは最長の運行距離（他の市営バスの営業距離の平均が7.6kmで3倍以上）だったにも関わらず料金が安価だったため、高速道路の通行料金を乗車料金から完全に賄えず、1990年代半ば頃には営業係数が300後半まで悪化するほど赤字額が大きかった。1998年度以降は改善し、2010年代には140程度に改善されたものの、開業当初から一度も黒字になったことがなく、累積赤字が50億円以上になっていたことから、2022年3月1日付中日新聞朝刊で当系統の廃止検討が報じられ、緑区の住民を中心に廃止に反対する署名運動などが行われたが、後に名古屋市交通局から同年4月1日付での系統廃止が発表された。
高速加算料金の10円は路線開設時に運輸省（現・国土交通省）の通達に基づいて計算されたものであり、消費税導入および増税を経て、廃止となるまで変更されなかった。
廃止後は代替路線として、最寄りのJR東海道本線の南大高駅および大高駅、名鉄名古屋本線の有松駅および鳴海駅を経由した路線（〔鳴海11〕・〔鳴海12〕・〔有松11〕・〔徳重14〕）が新たに設定されている。

## 過去の副担当系統

### 幹築地1号系統
詳細は名古屋市営バス港明営業所#幹築地1号系統を参照。2020年10月1日付けで鳴尾は担当から撤退した。

## 車両
- 元々は三菱自動車（現在は三菱ふそうトラック・バス）製の車両で統一されていたが、入札制の導入や営業所の再編により、現在では他メーカーの車両も多数配置されている。現在の配属車両は、以下のとおりである。
  - ノンステップバス：NH、NS、NN、NMS・NMH、NKS、NKF、FC（基幹バス専用）
- 基幹1号系統は、基本的に一般バスと塗装が異なる専用の車両を使用している。ただし2022年4月の再編までは高速1号系統の出入の関係等で一般バスが使われることがあった[注釈 8]。現在でも車両の都合上、一般色のバスが運用入りすることがあるが、その場合、栄まで向かった後基幹バスとして折り返すほか、栄発着の他系統へ充当される。長い間基幹1号系統の専用車は全車いすゞ・エルガであったが、令和4年度の新車入札において三菱ふそうが落札したため、同路線専用車としては14年振りにエアロスターが投入された。また、2023年4月に燃料電池バスのSORAが1両、試行導入された。
- 鳴尾営業所にはかつて、名古屋市営バス唯一のいすゞキュービックノンステップCNGバス短尺車（NS-7）や最後のツーステップバスで、いすゞキュービックCNGバス（S-507）が所属していたが、NS-7は2008年度で廃車。S-507も2014年度をもって廃車となり、NS-7は後に研修車に改造された[注釈 9]。また、2015年度に日産ディーゼル工業製の基幹バス唯一のCNGノンステップバスが廃車された。

- 天然ガス充填所があるため、CNGバスが多い。設置されている営業所は鳴尾営業所だけであるが、かつては「港明エコステーション」を利用して中川営業所にもCNG車が導入されていた。現在は当営業所のバスのみが充填しに利用していたが、地区の再開発が開始され、「港明エコスタンド」が移転するため、取り壊されることになり、2016年3月頃に利用終了し、移転開業した後も利用するのかは不明である。なお、充填台数が限界に来たこともあり、2005年以降鳴尾営業所にはCNG車の導入は行われておらず、またディーゼル車でもDPFや尿素SCRが取り付けられるようになり、環境に対する影響が低減されたのでCNG車の導入はなくなることになった[注釈 10]。

## 事案
- 2021年（令和3年）7月12日、名古屋市南区において運転手が赤信号の停車中から発進時において、スマートフォンを操作しながら運行して事故を起こした。中部運輸局自動車交通部が当該事業者である当営業所に対し監査を実施した結果、法令違反（道路運送法第27条第3項および旅客自動車運送事業運輸規則第38条第1項）を確認。同年9月6日付で当営業所々属事業用自動車の車両1両を10日間使用停止の行政処分が行われた[7]。

## 鳴尾車庫バス停留所
停車する系統は以下の通り。括弧内は経由地点。
- 東側バス停

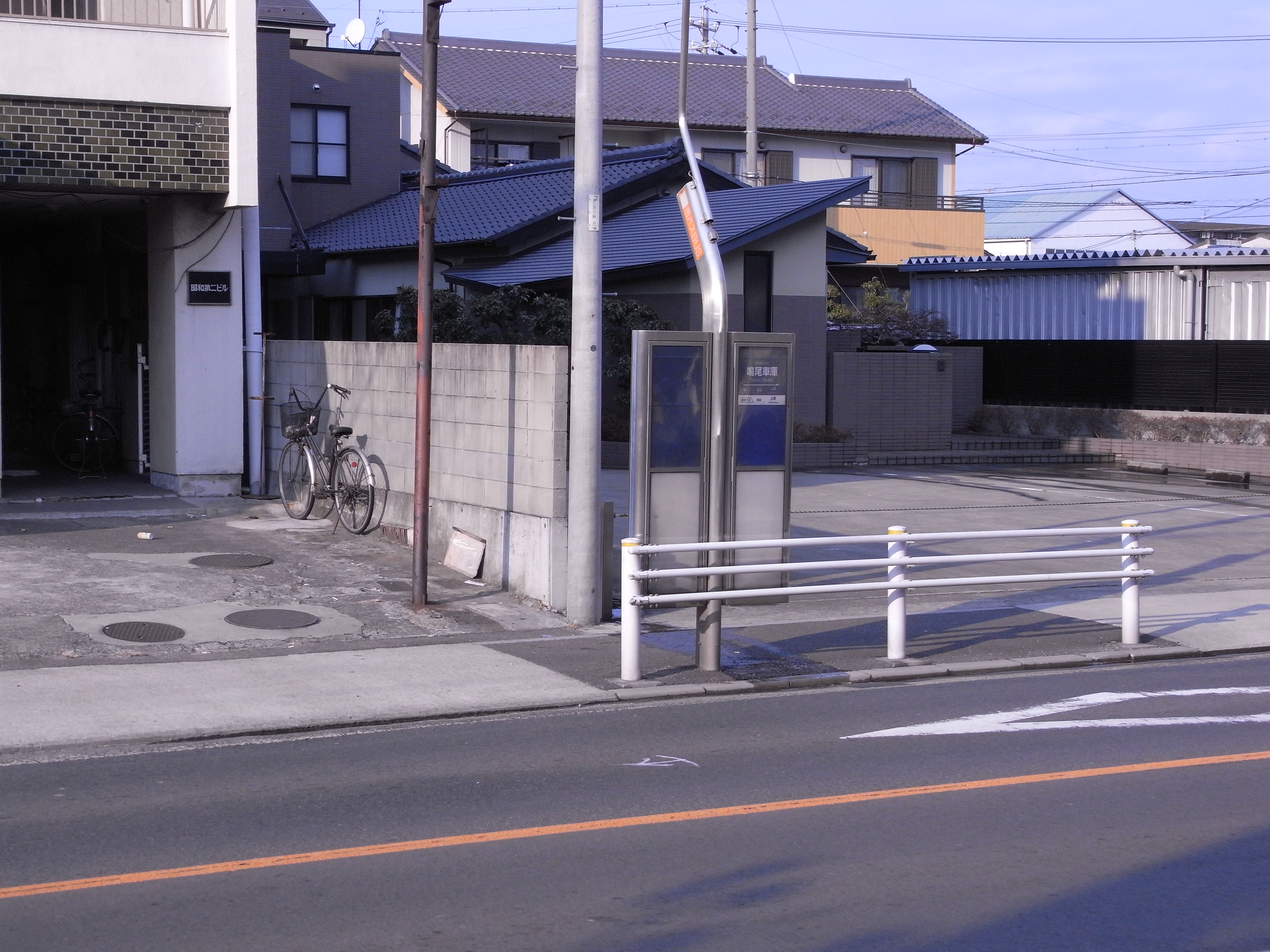
鳴尾車庫バス停（東側）

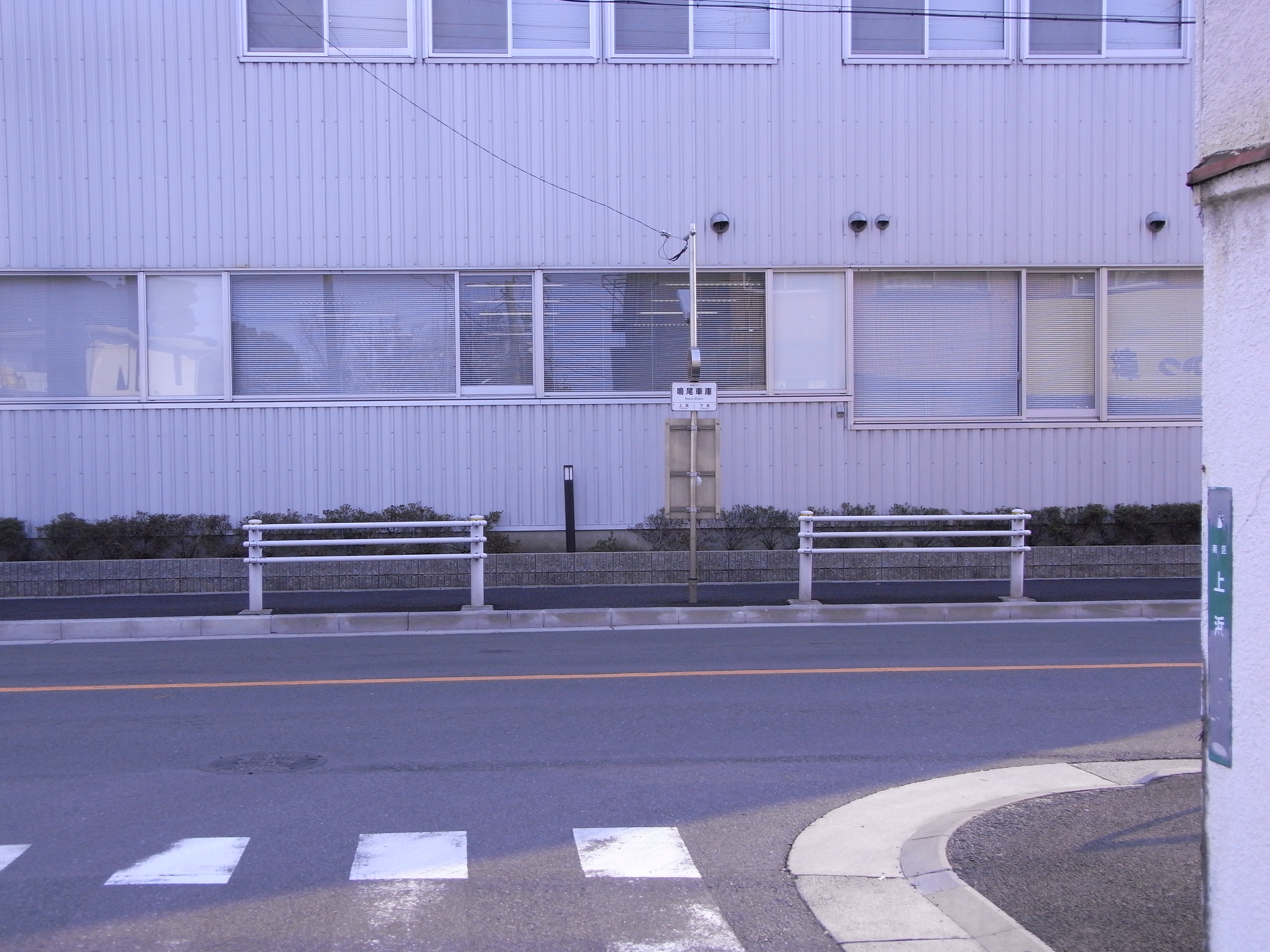
鳴尾車庫バス停（西側）

  - 基幹1：栄行（星崎・南区役所・名鉄堀田・高辻・鶴舞公園・丸田町）
  - 金山18：金山行（大慶橋・南区役所・名鉄堀田・高辻）
  - 新瑞13：新瑞橋行（左まわり、大慶橋・笠寺駅・笠寺西門）
  - 鳴海12：有松町口無池行（鳴尾町・名鉄鳴海・南大高駅）
  - 出入庫 : 名鉄有松行 (鳴尾町・名鉄鳴海・左京山)
- 西側バス停
  - 金山18：要町行
  - 名港11：なごや港行（柴田・船見町・大江町・木場町）
  - 神宮12：神宮東門行（元塩町・北頭・大江町・竜宮町・中京病院）
  - 神宮15：神宮東門行（柴田・大江駅・氷室）
  - 新瑞13：新瑞橋行（右まわり、柴田・港東通・日本ガイシスポーツプラザ・笠寺西門）
  - 新瑞14：新瑞橋行（柴田・船見町・港東通・桜本町1丁目）
  - 鳴海12：要町行
  - 出入庫：ワイルドフラワーガーデン行（柴田・船見町）